# Spolzko cestišče
Spolzko cestišče ali drsnost na cesti (majhna odpornost proti drsenju zaradi nezadostnega trenja na cestišču) je tehnični izraz za kumulativne učinke snega, ledu, vode, razsutega materiala in teksture cestne površine na vleko, ki jo povzročajo kolesa vozila.
Drsnost na cesti se lahko meri bodisi v smislu trenja med prosto vrtljivim kolesom in tlemi ali zavorne razdalje zavirajočega vozila in je povezana s količnikom trenja med pnevmatiko in površino ceste.
Javne agencije za gradnje porabijo precejšen del svojega proračuna za merjenje in zmanjšanje drsnosti. Celo majhno povečanje drsnosti odseka ceste lahko desetkrat poveča stopnjo nesreč na cestnem odseku. Vzdrževalne dejavnosti, ki vplivajo na drsenje, vključujejo popravilo drenaže, odstranjevanje snega in ulično pometanje. Intenzivnejši ukrepi lahko vključujejo mletje (brušenje) površine, ki se je obrabila do gladkega, površinska obdelava, kot je posip vroče asfaltne zmesi drobirja (tehnika »cheapseal«), ali prekrivanje nove plasti asfalta.
Poseben problem varnosti v cestnem prometu je razdrobljeno trenje ali μ-razcepitev; ko se trenje bistveno razlikuje med levo in desno stranjo. Cesta se zato morda ne zazna kot nevarna pri pospeševanju, enakomerni vožnji ali celo mehkem zaviranju, toda v primeru trdega zaviranja bo razlika trenja povzročila, da se vozilo začne vrteti proti strani, ki nudi večji oprijem. Razdrobljeno trenje lahko povzroči nenadno izgubo kontrole nad vozilom in pri zglobnih tovornjakih lahko pride do preklopa vlačilca in prikolice (t. i. »jackkniffing«), pri tovornjakih z vlečnimi priklopniki pa do zanašanja priklopnikov. Razdrobljeno trenje je lahko posledica nepravilnega popravila na kraju samem, ki povzroči veliko odstopanje teksture ali barve cestišča (tanek led na novo tlakovanih črnih lisah se odtaja hitreje kot led na starem sivem asfaltu). Nadvozi in mostovi so ob nižjih temperaturah bolj nagnjeni k poledici kot ceste, ki imajo pod asfaltom zemljo kot naravni izolator.